# Aurelio García Macías

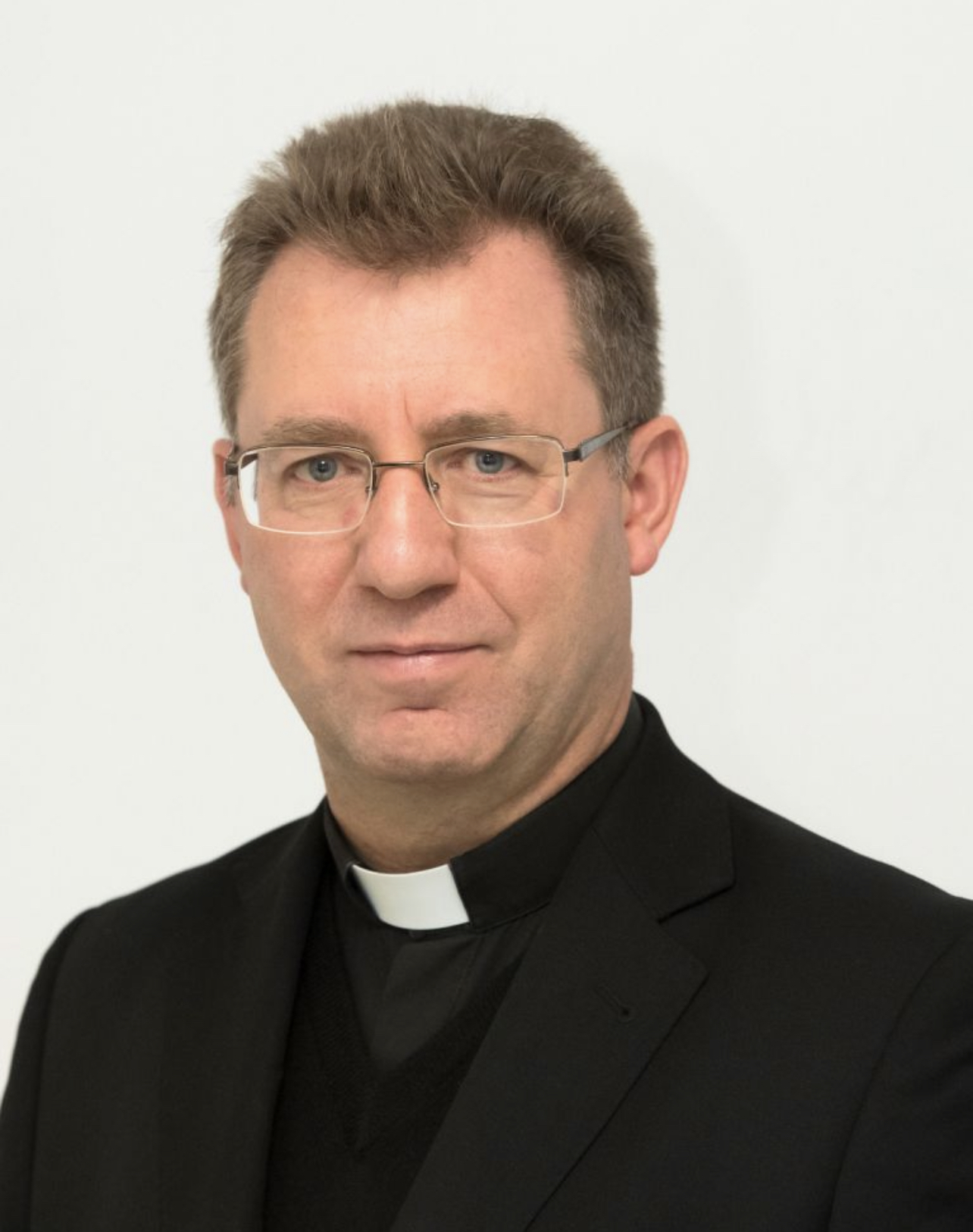
Aurelio García Macías (2021)

Bischofswappen von Aurelio García Macías

Aurelio García Macías (* 28. März 1965 in Pollos, Provinz Valladolid, Kastilien und León) ist ein spanischer Geistlicher und Kurienbischof der römisch-katholischen Kirche.

## Leben
Aurelio García Macías besuchte die Grundschule in seinem Heimatort und später das Kleine Seminar des Erzbistums Valladolid. Anschließend trat García Macías in das Priesterseminar des Erzbistums Valladolid ein. Er studierte Philosophie am Instituto Superior de Filosofía der Dominikaner und Katholische Theologie am Instituto Teológico Agustiniano der Augustiner in Valladolid. García Macías empfing am 20. September 1992 in der Kathedrale Nuestra Señora de la Asunción durch den Erzbischof von Valladolid, José Delicado Baeza, das Sakrament der Priesterweihe.
García Macías war von 1993 bis 1995 als Pfarrer in Villalba de los Alcores und La Mudarra tätig, bevor er Spiritual am Priesterseminar des Erzbistums Valladolid wurde. Ab 1997 war er zudem erzbischöflicher Delegat für die Liturgie. Von 2000 bis 2005 wirkte Aurelio García Macías als Pfarrer der Pfarrei Santísimo Salvador in Valladolid. Nach der 2005 erfolgten Zusammenlegung der Pfarreien Santísimo Salvador und Santiago Apóstol zur ersten Pastoraleinheit in Valladolid wurde er deren Leiter. Daneben erwarb García Macías nach weiterführenden Studien an der Universität Salamanca ein Lizenziat im Fach Philosophie und wurde 2005 mit der Arbeit „Presbíteros en cada Iglesia“ (Act 14,23). La plegaria de ordenación del presbítero en el Rito Bizantino-Griego y en el Rito Romano („‚Presbyter in jeder Gemeinde‘ (Apg 14,23). Das Weihegebet für den Priester im byzantinisch-griechischen Ritus und im römischen Ritus“) am Päpstlichen Athenaeum Sant’Anselmo in Rom im Fach Liturgiewissenschaft promoviert. Von 2005 bis 2011 war García Macías zudem Geistlicher Beirat der Cofradía de las Siete Palabras in Valladolid. Am 3. November 2010 berief ihn Papst Benedikt XVI. zum Konsultor der Kongregation für den Gottesdienst und die Sakramentenordnung. 2011 wurde Aurelio García Macías Regens des Priesterseminars des Erzbistums Valladolid. Ferner lehrte er am Instituto Teológico Agustiniano in Valladolid, am Instituto Superior de Liturgia in Barcelona und an der Universidad Eclesiástica San Dámaso in Madrid. Außerdem war García Macías für drei Amtszeiten Präsident der Asociación Española de Profesores de Liturgia.
Seit dem 1. September 2015 ist Aurelio García Macías Mitarbeiter der Kongregation für den Gottesdienst und die Sakramentenordnung. Am 2. September 2016 wurde García Macías Büroleiter. Daneben war er Professor am Päpstlichen Athenaeum Sant’Anselmo und an der Päpstlichen Universität Santa Croce.
Am 27. Mai 2021 ernannte ihn Papst Franziskus zum Titularbischof von Rotdon und zum Untersekretär der Kongregation für den Gottesdienst und die Sakramentenordnung. Der Erzbischof von Valladolid, Ricardo Kardinal Blázquez, spendete ihm am 11. Juli desselben Jahres in der Kathedrale Nuestra Señora de la Asunción in Valladolid die Bischofsweihe; Mitkonsekratoren waren der Präfekt der Kongregation für den Gottesdienst und die Sakramentenordnung, Kurienerzbischof Arthur Roche, und der Apostolische Nuntius in Spanien und Andorra, Erzbischof Bernardito Cleopas Auza. Sein Wahlspruch Pro eis („Für sie“) stammt aus Joh 17,19 .
Aurelio García Macías ist Mitglied der Redaktionsteams der Zeitschriften Pastoral Litúrgica, Phase und Ecclesia orans. Ferner gehört er seit 2013 der Real Academia de Bellas Artes de la Purísima Concepción in Valladolid an.

## Schriften (Auswahl)
- El modelo de presbítero según la actual „Prex Ordinationis Presbyterorum“. Estudio Teológico de San Ildefonso, Toledo 1995, ISBN 978-84-920769-1-8.
- El culto a los santos (= Liturgia básica. Band 40). Centre de Pastoral Litúrgica, Barcelona 2008, ISBN 978-84-9805-256-5.
- „Reaviva el carisma que hay en tí“ (2 Tm 1,6): retiros espirituales para sacerdotes 2008–2009 (= Retiros. Band 20). Madrid Edice, Madrid 2008, ISBN 978-84-7141-667-4.
- La presidencia litúrgica del ministerio ordenado. In: José María de Miguel González (Hrsg.): El ministerio presbiteral. Retos y tareas: colegiata de San Isidoro, León. 24–26 de septiembre de 2007 (= Bibliotheca Salmanticensis. Estudios. Band 312). Universidad Pontificia de Salamanca, Salamanca 2008, ISBN 978-84-7299-802-5, S. 205–223.
- „Presbiteros en cada iglesia“ (Act 14,23): la plegaria de ordenación del presbítero en el rito bizantino-griego y en el rito romano (= Bibliotheca ephemerides liturgicae. Subsidia. Band 155). CLV-Edizioni liturgiche, Rom 2011, ISBN 978-88-7367-132-9.
- La expresión litúrgica „Beata Maria Virgo“: algunas consideraciones sobre su traducción en las versiones aprobadas para España (= Auriensia: publicación anual del Instituto Teológico „Divino Maestro“ de la Diócesis de Ourense. Band 21). 2008, S. 87–124.
- La liturgia episcopal. Reflexión en torno al Ceremonial de los obispos (= Pastoral Litúrgica: documentación información. Band 368). 2020, S. 41–72.